# Mario Molino
Mario Molino ist ein italienischer Gitarrist und Komponist. Neben zahlreichen Soloprojekten spielte er bei Clan Alleluia, Complesso „Iron Stars“, Dino Siani E Il Suo Sestetto, Mario Molino And His Group, Mario Molino En Zijn Wonder Guitaren, Orchestra Mario Molino.
Die Musik von Mario Molino zeigt Einflüsse sowie Elemente von Jazz, Bossa, Avantgarde, Electronic, Hip-Hop, Beat, Industrial und anderen Stilrichtungen. Als legendär und stilprägend gilt sein 1975 erschienenes Album Antico E Moderno, das 2016 in einer Auflage von 500 Vinyl-Schallplatten digital remastered neu aufgelegt wurde. Der amerikanische DJ The Gaslamp Killer hebt das Album als einen seiner wichtigen Einflüsse hervor. Mario Molino produzierte diverse Library Musik (Produktionsmusik), wie auch das 1975 als Soundtrack zu einer italienischen TV-Dokumentation erschienene Album Inside.

## Diskographie

### LPs
- Gli Angeli Del 2.000 (1969)
- Beat Gregoriano (1971) zwei neue Titel
- Mario Molino E Duilio Radici - Holiday For Flutes (LP, Promo) (1973)
- Mario Molino, Duilio Radici, Daniele Patucchi, Stelvio Cipriani & Carlo Rustichelli - Metralleta Stein (1974)
- Mario Molino 1 (1974)
- Mario Molino 2 (1974)
- Mario Molino 4 Hawaiana (1974)
- Mario Molino 3 (1974)
- Mario Molino 5 (1974)
- Inside (1975)
- Antico E Moderno (1975)
- Preistoria (1975)
- Moderno, Classico, Liturgico (1975)
- Music Soup (1979)
- Mario Molino And His Combo (1979)
- Strumentali: Moderni (1984)
- I Beats Pentaphon (Release Unbekannt)
- The Diamonds Four (Release Unbekannt)

### Singles & EPs
- Se Per Me Piangerai / So Che Mi Cerchi (7") (1966)
- La Ragazza Del Chiaro Di Luna / Non Sarà La Stessa Cosa (7") (1966)
- Helga (1968)
- I Sogni Del Mare / Operazione Beat (1968)
- Un Mondo Nuovo (7") (1968)
- Il Sogni Del Mare (The Song Of The Sea) (1971)
- Valachi Theme (7") (1972)
- I Remember Schumann / Blue Sonar (7") (1973)
- Come Cani Arrabbiati (7", Single) (1974)
- Ash / Gli Angeli Del 2000 (7", Ltd) (2020)
- Mario Molino And His Magic Guitars* / El Greco And His Gringos - I Sogni Del Mare / For You Alone (Release Unbekannt)
- Het Lied Van De Zee (I Sogni Del Mare) (7") (Release Unbekannt)